# Les Essarts (Vandea)
Les Essarts è un comune francese soppresso e frazione del dipartimento della Vandea nella regione dei Paesi della Loira. Dal 1º gennaio 2016 si è fuso con i comuni di Boulogne, L'Oie e Sainte-Florence per formare il nuovo comune di Essarts en Bocage.

## Società

### Evoluzione demografica
Abitanti censiti